# Savenay–Landerneau-vasútvonal
A Savenay–Landerneau-vasútvonal egy normál nyomtávolságú, részben 25 kV 50 Hz-cel villamosított, részben kétvágányú vasútvonal Franciaországban Savenay és Landerneau között. A vonal hossza 299,651 km, engedélyezett legnagyobb sebesség 220 km/h.